# Phyllanthus golonensis
Phyllanthus golonensis är en emblikaväxtart som beskrevs av Maurice Schmid. Phyllanthus golonensis ingår i släktet Phyllanthus och familjen emblikaväxter. Inga underarter finns listade i Catalogue of Life.